# Американская история ужасов: Двойной сеанс
«Американская история ужасов: Двойной сеанс» (англ. American Horror: Double Feature) — десятый сезон телесериала-антологии «Американская история ужасов», созданный для телеканала FX Райаном Мёрфи и Брэдом Фэлчаком. Первоначально съёмки сезона должны были начаться в марте 2020 года, но из-за пандемии COVID-19 были перенесены на декабрь 2020 года. Премьера десятого сезона состоялась 25 августа 2021 года. Сезон разделен на две части: Красный прилив, который проходит «у моря», и Долина Смерти, которая проходит «у песка».
Среди возвращающихся актёров — Фрэнсис Конрой, Лесли Гроссман, Билли Лурд, Сара Полсон, Эван Питерс, Адина Портер, Лили Рэйб, Анжелика Росс, Финн Уиттрок, Денис О’Хэр и Коди Ферн. В составе появятся новые актёры Маколей Калкин, Нил Макдонаф, Кайя Гербер, Нико Гритэм, Айзек Коул Пауэлл,  Рэйчел Хилсон и Ребекка Дайан.

## Сюжет

### Часть 1:Красный прилив
Испытывающий проблемы писатель, его беременная жена и их дочь переезжают на зиму в изолированный пляжный городок. Как только они обустраиваются, истинные жители города начинают заявлять о себе.

### Часть 2:Долина смерти
Группа студентов колледжа, отправившихся в поход, оказывается втянутой в ужасающий и смертоносный заговор, который готовился десятилетиями.

## Актёрский состав

### Часть 1:Красный Прилив

#### Основной состав
- Сара Полсон — Туберкулёзная Карен
- Эван Питерс — Остин Соммерс
- Лили Рэйб — Дорис Гарднер
- Финн Уиттрок — Гарри Гарднер
- Фрэнсис Конрой — Сара "Белль Нуар" Каннингем
- Билли Лурд — Лесли "Ларк" Фельдман
- Лесли Гроссман — Урсула Каан
- Адина Портер — Шериф Бюрельсон
- Анжелика Росс — "Химик"
- Маколей Калкин — Микки
- Райан Кира Армстронг — Альма Гарднер

#### Второстепенный состав
- Робин Вайгерт — Марта Эдвардс
- Джон Лейси — Майки
- Джен Кобер — официантка
- Спенсер Нович — Влад
- Кейла Блейк — Доктор А. Джордан
- Денис О’Хэр — Холден Вон

#### Приглашённые актёры
- Рейчел Финнингер — Мелани
- Блейк Шилдс — Тони
- Джим Ортлиб — Рэй Каннингем
- Дэвид Хаггард — "Кристал Декантер"
- Дот-Мари Джонс — Офицер Джен Рейми
- Бенджамин Папак — Рори
- Алан Брукс — Джек Кренски

### Часть 2:Долина Смерти

#### Основной состав
- Сара Полсон — Мейми Эйзенхауэр
- Лили Рэйб — Амелия Эрхарт
- Лесли Гроссман — Калико
- Анжелика Росс — Тета
- Нил Макдонаф — Дуайт Д. Эйзенхауэр
- Кайя Гербер — Кендалл Карр
- Нико Гритэм — Кэл Камбон
- Исаак Пауэлл — Трой Лорд
- Рэйчел Хилсон — Джейми Ховард
- Ребекка Дайан — Мария Вайкофф

#### Второстепенный состав
- Кристофер Стэнли — Шерман Адамс
- Крэйг Шеффер — Ричард Никсон
- Алиша Сопер — Мэрилин Монро
- Майк Фогель — Джон Ф. Кеннеди
- Коди Ферн — Валиант Тор
- Бриана Лэйн — Доктор Ричардс

#### Приглашённые актёры
- Крис Калдовино — Полковник Дженсен
- Сэмюэл Хант — Адам
- Максвелл Колфилд — друг Дуайта
- Стивен М. Ганьон — офицер ВВС США
- Жаклин Пиньоль — Доктор Рейес
- Лен Кордова — Стив Джобс
- Джон Сандерс — Базз Олдрин
- Брайс Джонсон — Нил Армстронг
- Карл Макинен — Линдон Б. Джонсон
- Джим Гэррити — офицер ВВС США
- Джефф Хипи — Стэнли Кубрик
- Винсент Фостер — Генри Киссинджер
- Эрик Неннингер — охранник
- Мэтт Нолан — Дж. Гордон Лидди

| |  |  |  |  |  |  |  |
| Актёрский состав: Сара Полсон, Эван Питерс, Лили Рэйб, Финн Уиттрок, Фрэнсис Конрой, Анжелика Росс, Маколей Калкин, Нил Макдонаф и Кайя Гербер |  |  |  |  |  |  |  |

## Эпизоды
| Часть 1: Красный Прилив |    |                                                        |                             |                                                        |                  |        |      |
| 104 | 1  | «Мыс страха» «Cape Fear»                               | Джон Дж. Грей               | Райан Мёрфи и Брэд Фэлчак                              | 25 августа 2021  | AATS01 | 0.93 |
| Гарри Гарднер, его беременная жена Дорис и их дочь Альма отправляются в трехмесячную поездку из Нью-Йорка в Провинстаун, штат Массачусетс. Дорис и Альма выходят на прогулку, и их преследует бледный мужчина в плаще. Шериф Бюрельсон уверяет Гарднеров, что Провинстаун безопасное место и что на них, скорее всего, напал наркоман-опиоид. Однажды вечером Гарри отправляется в местный бар под названием "Муза", где встречает Белль Нуар и Остина Соммерса, известного писателя эротики и драматурга, соответственно. Гарри рад поговорить с ними обоими об искусстве и вдохновении, так как он проводит время в Провинстауне, переделывая пилот сериала. Гарри возвращается домой, и бледный человек нападает на него. Гарри убивает человека в целях самообороны. На следующий день Гарднеры планируют навсегда уехать из Провинстауна, но прежде чем они уедут, Гарри получает звонок от Остина, обещающего ему “лекарство” от его писательского блока. Остин дает Гарри пластиковый пакетик с черными таблетками. Гарри не решается взять их, но принимает одну на глазах у Альмы после телефонного звонка со своим агентом, призывающим его остаться в Провинстауне и закончить пилот. |    |                                                        |                             |                                                        |                  |        |      |
| 105 | 2  | «Бледный» «Pale»                                       | Лони Перистер               | Брэд Фэлчак и Райан Мёрфи                              | 25 августа 2021  | AATS02 | 0.58 |
| Действие таблетки на Гарри действует мгновенно, и он заканчивает писать пилот за четыре часа. Агент Гарри Урсула уведомляет, что его шоу было куплено Netflix, и Хоакин Феникс хочет сниматься в нем бесплатно. Вскоре после этого у Гарри начинает развиваться вкус к крови, и он нападает на Дорис после того, как она случайно порезала свой палец. Остин объясняет ему, что таблетка, которую он назвал “Музой”, имеет побочные эффекты, превращающие “бездарных” в чудовищных бледных существ и вызывающие жажду крови у людей с талантом, пока они продолжают ее принимать. Проститут по имени Микки, мечтающий о сценаристских дебатах, берет Музу, но женщина, которую другие местные жители Провинстауна прозвали “Туберкулёзная” Карен отчаянно советуют ему не делать этого. Несмотря на мольбы Карен, Микки берет одну. Альма, желая освоить сложную пьесу на скрипке, берет таблетку из пакетика Гарри. Позже Альма обвиняет Дорис в том, что она хочет уехать из Провинстауна, потому что завидует ее таланту и таланту Гарри. Дорис оставляет Альму, но позже обнаруживает, что Гарри позволил ей пойти на прогулку одной. Дорис лихорадочно ищет Альму и находит ее на кладбище, пожирающей животное. |    |                                                        |                             |                                                        |                  |        |      |
| 106 | 3  | «Жажда» «Thirst»                                       | Лони Перистер               | Брэд Фэлчак                                            | 1 сентября 2021  | AATS03 | 0.70 |
| Урсула приезжает в Провинстаун, чтобы проведать Гарри. В ресторане "Муза" она прерывает выступление Белль и Остина. На следующий день Микки умоляет Урсулу прочитать его сценарии. Урсула ошеломлена талантом Микки, и тот рассказывает ей о таблетках. Микки пробирается в дом Белль, чтобы украсть немного для нее. Тем временем Белль и Остин обнаруживают, что Альма приняла таблетку и угрожают Гарри пистолетом. Белль приказывает Микки убить Урсулу, но вместо этого он ведет ее на встречу с Химиком, создателем таблеток, чтобы обсудить их широкое распространение. Позже Химик инструктирует Белль и Остина убить Урсулу, Микки, Гарри, Альму и Дорис за то, что из-за них возникает слишком много проблем. |    |                                                        |                             |                                                        |                  |        |      |
| 107 | 4  | «Кровавый пир» «Blood Buffet»                          | Аксель Кэролин              | Брэд Фэлчак                                            | 8 сентября 2021  | AATS04 | 0.61 |
| Пять лет назад Химик переезжает в Провинстаун и платит Микки за поиск подопытных для таблеток. Друг Микки, начинающий певец, принимает таблетку и начинает чувствовать себя плохо. Он возвращается к Химику после потери всех своих волос, и она говорит ему, что он не может справиться с действием таблетки, потому что у него нет таланта. После того, как Микки также познакомил ее с таблетками, Белль пишет и заканчивает книгу за одну ночь, а затем убивает своего мужа. Два года спустя друг Микки превратился в чудовищное бледное существо. Белль наблюдает, как Остин выступает в шоу в образе дрэг-квин, и предлагает ему таблетку. В ту ночь они идут в дом коллег Остина по сцене и жестоко убивают их всех, кроме одного. Выжившая дрэг-квин уходит в лес, а друг Микки прыгает сзади и убивает ее. |    |                                                        |                             |                                                        |                  |        |      |
| 108 | 5  | «Газлайтинг» «Gaslight»                                | Джон Дж. Грей               | Брэд Фэлчак и Мэнни Кото                               | 15 сентября 2021 | AATS05 | 0.64 |
| Дорис рожает и приезжает обратно домой, Гарри, Альма и Урсула держат ее в наркотическом тумане, чтобы она не узнала о таблетках. В конце концов Альма открывает Дорис правду и убеждает ее принять одну из них. Она поддается катастрофическим побочным эффектам, и Гарри приходится запереть ее в кабинете после того, как она пытается съесть их ребенка. Тем временем Белль подходит к Карен и приказывает ей украсть ребенка Гарднеров. В ужасе от преобразившейся Дорис Карен отказывается от своей миссии. Она убегает из дома Гарднеров, и орда бледных людей загоняет ее в угол. Появляется Микки и предлагает Карен ультиматум: прими таблетку или тебя сожрут бледные люди. Микки уходит, и бледные люди окружают ее, пока она не принимает таблетку. На следующий день Гарри освобождает Дорис, позволяя ей свободно бродить по Провинстауну как бледному существу. На пляже Карен убивает Микки, заканчивает свой последний шедевр, а затем совершает самоубийство, уходя в океан. |    |                                                        |                             |                                                        |                  |        |      |
| 109 | 6  | «Зима-убийца» «Winter Kills»                           | Джон Дж. Грей               | Брэд Фэлчак и Мэнни Кото                               | 22 сентября 2021 | AATS06 | 0.73 |
| Холден Вон, известный дизайнер интерьеров и член городского совета Провинстауна, приказывает Белль и Остину позаботиться о Гарри и Альме после того, как рыбак обнаруживает труп шефа Бюрельсон. В доме Гарднеров Гарри говорит Альме, что они оба должны навсегда прекратить принимать таблетки. В разгар последовавшей ссоры Илая, сына Гарри, похищают. Гарри находит угрожающее письмо от Белль в кроватке Илая. Урсула собирает орду бледных существ, в то время как Гарри и Альма противостоят Белль и Остину. Урсула расстреливает бледных людей после того, как они нападают на дом Белль и убивают её и Остина. Затем Альма убивает Гарри и выпивает его кровь. Три месяца спустя Альма живет в Лос-Анджелесе с Химиком и Урсулой. Альма убивает коллегу-финалиста классического оркестра после того, как он оскорбил ее. В университете Урсула знакомит с таблеткой класс пишущих студентов. Наступает хаос, когда таблетка распространяется среди масс. |    |                                                        |                             |                                                        |                  |        |      |
| Часть 2: Долина Смерти |    |                                                        |                             |                                                        |                  |        |      |
| 110 | 7  | «Отведи меня к своему лидеру» «Take Me To Your Leader» | Макс Уинклер                | Брэд Фэлчак, Кристен Рейдель и Мэнни Кото              | 29 сентября 2021 | AATS07 | 0.69 |
| В 1954 году в Альбукерке, штат Нью-Мексико, образовались пыльные вихри после предполагаемого визита НЛО. Сын Марии Вайкофф становится захвачен и одержим инопланетянами, и он говорит ей не бояться. В Палм-Спрингс, штат Калифорния, президент Дуайт Д. Эйзенхауэр направляется в пустыню с военным конвоем, чтобы взглянуть на загадочный самолет, сбитый ВВС. Они также обнаруживают Амелию Эрхарт живой, но с таинственными отметинами на спине. Она вспоминает, как вышли из строя приборы ее самолета, и утверждает, что у нее взяли кровь и что-то ей вживили. Доктора извлекают из обломков инопланетное тело, но, изучив его, на них нападает таинственная субстанция, которая убивает их обоих. В настоящее время Трой, Кэл, Кендалл и Джейми отправляются в пустыню. Группа студентов обнаруживает осушенное озеро и поле мертвых и изуродованных коров. После столкновения с таинственным светом все они начинают чувствовать тошноту, а позже обнаруживают, что все четверо беременны, даже двое молодых парней. |    |                                                        |                             |                                                        |                  |        |      |
| 111 | 8  | «Внутри» «Inside»                                      | Тесса Блейк                 | Мэнни Кото, Кристен Рейдель и Брэд Фэлчак              | 6 октября 2021   | AATS08 | 0.48 |
| В 1963 году президент Джон Ф. Кеннеди узнает от бывшего президента Дуайта "Айка" Эйзенхауэра, что во время его президентства был подписан секретный договор с инопланетянами, который позволяет ежегодно похищать 5000 американцев в обмен на инопланетные технологии. Кеннеди планирует выйти из договора и обнародовать его, но Джона убивают до того, как он сможет это сделать. В 1954 году пришелец говорит Эйзенхауэру, что их цель - адаптировать свое потомство к выживанию в окружающей среде Земли, чтобы вид мог существовать дальше. Первый экспериментальный новорожденный инопланетянин убивает своего хозяина-человека и нескольких врачей, прежде чем Эйзенхауэр застрелит его сам. Мейми Эйзенхауэр призывает вице-президента Ричарда Никсона убедить ее мужа заключить сделку. Айк спорит с Мейми, но узнает, что ее тело было взято под контроль инопланетянами. В наши дни Трой, Кэл, Кендалл и Джейми видят инопланетных младенцев внутри себя с помощью УЗИ в клинике акушерства и гинекологии, после чего их похищают мужчины в костюмах. Кендалл ненадолго просыпается и разговаривает с человеком в маске. Они воссоединяются в белой комнате и встречают женщину, над которой много раз экспериментировали на протяжении десятилетий, но она не постарела. Трой паникует и его отводят к человеку в маске, который, как выясняется, является гибридом человека и инопланетянина.                                                                                                   |    |                                                        |                             |                                                        |                  |        |      |
| 112 | 9  | «Голубая луна» «Blue Moon»                             | Лаура Белси и Джон Дж. Грей | Кристен Рейдель, Мэнни Кото и Райлли Смит              | 13 октября 2021  | AATS09 | 0.58 |
| В 1954 году Эйзенхауэр борется с последствиями подписанного договора с инопланетянами. Три года спустя было зафиксировано более 298 вторжений и похищений людей, но никаких контактов с инопланетянами не поступало. Они посылают связного, андроида по имени Валиант Тор, в Белый дом, где он представляет футуристический карманный компьютер. Некоторое время спустя Эйзенхауэр обнаруживает инопланетных гибридных младенцев, хранящихся в подвале Белого дома, а позже подписывает распоряжение о том, чтобы их перевезли на объект в Неваде, Зону 51. Шесть лет спустя Эйзенхауэр и Никсон сопровождают президента Линдона Б. Джонсона на объект, где они встречают Тора и показывают склад, полный ёмкостей с инопланетными детьми. В наши дни Трой успешно рожает гибридного ребенка, но затем младенца убивают инопланетяне, потому что он не соответствовал правильным требованиям. Неделю спустя он присоединяется к своим друзьям и помогает Кэлу родить ребенка без наблюдения Теты. Несмотря на успех, новорожденный выскакивает и нападает на Кэла. |    |                                                        |                             |                                                        |                  |        |      |
| 113 | 10 | «Идеальное будущее» «The Future Perfect»               | Аксель Кэролин              | Брэд Фэлчак, Мэнни Кото, Кристен Рейдель и Райлли Смит | 20 октября 2021  | AATS10 | 0.58 |
| В 1972 году Никсон, ныне президент, выражает разочарование вместе с госсекретарём Генри Киссинджером по поводу графика Тора, рассчитанного на пятьдесят лет. Тор заверяет их, что у них запланировано много отвлекающих маневров, чтобы отвлечь общественность. Тремя годами ранее Эйзенхауэр лежал на смертном одре рядом с Мэйми. Тор предлагает ему бессмертие, но он отказывается и намерен умереть. Мэйми, с другой стороны, принимает предложение Тора. К 1979 году она инсценировала свою смерть и поселилась в Зоне 51, где познакомилась с Калико. В настоящее время вооруженная охрана входит в Зону 51 в поисках Троя и Кэла. Новорожденный Кэла нападает на солдата, и они убивают его, но позже оказываются казнены командой Теты за их чрезмерную силу против новорожденного. Джейми и Кендалл ищут Троя и Кэла, и находят их тела, но у обеих начинаются роды, когда их задерживает Тета. После того, как они обе рожают, Тета убивает их, Джейми перерезают горло, а Кендалл обезглавливают, чтобы сохранить ее "идеальное", для рождения новых пришельцев, тело, а ее голову заменяют механическим устройством. Мэйми узнает от Тора о плане инопланетян устроить массовый геноцид людей и захватить землю. Вместе с Калико она пытается остановить Тэту, но Калико предает ее, поскольку Тета вознаграждает ее за то, что она стала духовной матерью гибрида. В свою очередь, Тета убивает Мэйми, взрывая ее голову. Затем Калико и Тета принимают еще одного “идеального” новорожденного. |    |                                                        |                             |                                                        |                  |        |      |

## Производство

### Разработка
3 августа 2018 года сериал был продлен на десятый сезон, который должен выйти в эфир в 2020 году. 26 мая 2020 года было объявлено, что 10 сезон будет перенесен на 2021 год в результате остановки производства из-за продолжающейся пандемии COVID-19. После перерыва автор сериала Райан Мёрфи сказал в интервью «The Wrap», что отсрочка потенциально может изменить тематику сезона, поскольку его первоначальную идею нужно было снимать в теплые месяцы года. В следующем месяце Мерфи представил рекламный плакат сезона через свой аккаунт в Instagram, на изображении широко открытый рот с острыми как бритва зубами и тату «AHS 10» на языке. Десятый сезон получил около 48 миллионов долларов налоговых льгот в рамках инициативы «Программа 2.0» Калифорнийской ассоциации киноискусств. 19 марта 2021 года Мерфи объявил, что сезон будет называться «Двойной сеанс» (от анг. «Double Feature»), он будет включать в себя две разные истории: «одну у моря, другую у песка». Под одной из своих публикаций в Instagram Райан Мёрфи оставил комментарий с объяснением того, какая будет концепция у 10 сезона: «Double Feature — это означает два сезона, выходящих в эфир для фанатов в одном календарном году! Удвойте удовольствие от просмотра! Одна история будет на море (каст этой истории уже анонсирован), другая — на суше (каст будет анонсирован в скором времени)». 
В мае 2021 года Анджелика Росс заявила, что первая часть сезона будет состоять из 6 эпизодов, а позже в том же месяце Финн Уиттрок в интервью сказал, что обе части сезона могут иметь небольшую связь между собой. 27 июля 2021 года в социальных сетях был выпущен первый официальный тизер, подтверждающий названия двух частей как Красный прилив и Долина смерти соответственно.

### Кастинг
«Я очень рад, что он будет в моем мире, потому что я думаю… Я хочу много чего делать с ним, если он захочет поработать, потому что я думаю, что он увлекательный и интересный, и я думаю, что у него есть душа. В Маколее Калкине есть и легкость, и тьма, которые меня привлекают».
В ноябре 2019 года Мерфи объявил, что некоторые актёры из первых трех сезонов могут вернуться в предстоящий десятый сезон, заявив: «С людьми, которые помогли построить это шоу, кто верил в него с самого начала, я связался и они заинтересованы. Итак, если вы посмотрите на иконографию первых трех сезонов, вы сможете понять, к кому я обращался и кто, возможно, вернется». Он также сказал, что десятый сезон будет «о воссоединении любимых фанатами актёров, которые вернутся». Позже в тот же день Сара Полсон подтвердила, что вернется в сериал в десятый сезон в главной роли. 26 февраля 2020 года Райан Мёрфи на своей страничке в Instagram опубликовал видео-анонс 10 сезона сериала, в котором были показаны имена задействованных в нём актёров. В этом сезоне примут участие Кэти Бейтс, Маколей Калкин (дебют), Лесли Гроссман, Билли Лурд, Сара Полсон, Эван Питерс, Адина Портер, Лили Рэйб, Анжелика Росс и Финн Уиттрок. В интервью E! Online в мае 2020 года Мерфи рассказал, что Калкин принял свою роль после того, как Мерфи рассказал ему по телефону характер персонажей. Он подтвердил: «Я сказал ему, что он занимается сумасшедшим эротическим сексом с Кэти Бейтс и занимается другими вещами. Он сделал паузу и сказал: „Это похоже на роль, для которой я рожден“. Так что он записался тут же». 18 ноября Мерфи объявил о кастинге актёра Спенсера Новича.
В феврале 2021 года Райан Мёрфи подтвердил, что Фрэнсис Конрой вернётся в основном составе сезона, заменяя Кэти Бейтс, которая ушла из-за проблем со здоровьем. 20 марта Райан Мёрфи подтвердил, что Денис О’Хэр вернётся в первой половине 10 сезона, впервые после Роанока в 2016 году.

### Съёмки
Хотя изначально сообщалось, что было запланировано возобновить съемки в октябре, актриса Лили Рэйб подтвердила Digital Spy, что съемки сезона начались 2-го декабря. В январе 2021 года студия 20th Century Studios подала заявку в Совет по выборам Провинстауна с просьбой разрешить съемку в различных местах города с 1 по 13 марта для проекта под названием «Пилигрим», и совет, в конечном итоге, разрешил. Десятый сезон, согласно информации из открытых источников, снят в Лос-Анджелесе и Провинстауне. Съёмки первой части сезона (история в море) завершились 13-го мая. Съемки второй части начались 8 июля 2021 года. 20 июля 2021 года было сообщено, что производство было временно остановлено из-за положительного случая COVID-19 и потенциального воздействия болезни.

## Заметки
1. ↑  Эта сумма представляет собой общую сумму квалифицированных расходов по налоговой льготе в Калифорнии для кино и телевидения и не включает другие неквалифицированные расходы.